# TT277
TT277 (Theban Tomb 277) è la sigla che identifica una delle Tombe dei Nobili ubicate nell'area della cosiddetta Necropoli Tebana, sulla sponda occidentale del Nilo dinanzi alla città di Luxor, in Egitto. Destinata a sepolture di nobili e funzionari connessi alle case regnanti, specie del Nuovo Regno, l'area venne sfruttata, come necropoli, fin dall'Antico Regno e, successivamente, sino al periodo Saitico (con la XXVI dinastia) e Tolemaico.

## Titolare
TT277 era la tomba di:
| Titolare                  | Titolo | Necropoli    | Dinastia/Periodo | Note |
| ------------------------- | --- | ------------ | ---------------- | ---- |
| Ameneminet (o Amenemonet) | Divino padre di Ptah_Sokar nel Tempio di Milioni di Anni del Re Amenhotep III (Tempio funerario di Amenhotep III)) | Qurnet Murai | XIX- XX dinastia |      |

## Biografia
Tadjesertka fu sua madre e Nefertari, Cantatrice di Amon fu sua moglie. Dei cinque figli rappresentati nella tomba, un maschio e quattro femmine, è leggibile solo il nome di Kenamon, Prete di Ptah

## La tomba
L'accesso a TT277 è possibile da un cortile in cui si apre l'ingresso anche della TT278; a causa delle demolizioni e delle successive costruzioni, non è possibile oggi identificare le misure originarie del cortile, che misura 8,5 m x 5, e che per lungo tempo è stato peraltro utilizzato come discarica di rifiuti e latrina. Si accede alla TT277 da una rampa di due-tre gradini; si tratta di una piccola cappella-tomba di forma irregolare che è successiva, come periodo di realizzazione, alla vicina TT278 e, per tale motivo, può essere datata più esattamente alla XX dinastia: sono infatti riscontrabili canoni proporzionali dei dipinti propri della XVIII dinastia, poi perfezionati nella XIX e consolidati nella XX. Anche i soggetti rappresentati, e lo stile degli abiti, è tipico della XX dinastia. All'interno dell'unica sala, non esistono angoli a 90 gradi, e gli angoli, compresi quelli tra le pareti e il soffitto, sono tutti arrotondati. Le superfici sono malamente livellate e le dimensioni approssimative sono di 3,40 m sull'asse nord-sud, con la parete nord larga circa 2,50 m e la parete sud 1,50; nella parete ovest, opposta all'entrata, si apre una nicchia che doveva contenere una stele, o forse una statua, o uno scrigno. Un breve corridoio, oggi bloccato, si diparte dall'angolo nord-est e conduce a una camera non decorata. Nell'angolo opposto, nord-ovest, si diparte un altro corridoio, anche questo non percorribile, che Kampp riferisce addurre ad un'ulteriore camera non decorata non pertinente, tuttavia, con la TT277. Nonostante le ridotte dimensioni, e la non ultimata decorazione parietale, la tomba si presenta molto ben conservata e ricca di dipinti parietali di buona fattura. Benché la decorazione sia tipica del Periodo Ramesside, si denotano tuttavia influenze, specie nella proporzione delle figure, della XVIII dinastia. La parte superiore delle pareti è pittoricamente separata da quella inferiore, che ne è priva, da tre bande bicolori: blu-giallo; blu-rosso; blu-bianco. La decorazione del soffitto non venne ultimata ed è danneggiata.
Un breve corridoio e alcuni gradini immettono nell'unica sala, di forma irregolare, che costituisce la TT277. Sulle pareti del corridoio di accesso (1 in planimetria) testi di offertorio (oggi scomparsi) inni a Ra e il defunto in adorazione; il defunto con mazzo di fiori e la moglie che suona un sistro; Nella sala (2-3) su quattro registri sovrapposti, statua di Tye e Amenhotep III trainata in processione; una barca con scrigni a bordo rimorchiata su un lago; il defunto che offre libagioni dinanzi alla dea Hathor, rappresentata come vacca, e alle statue di Montuhotep-Nebhapetra e della regina Neferys. In tre scene, alcuni preti con aiutanti officiano i riti funerari dinanzi a due mummie e alla tomba; quattro uomini portano una mummia mentre un prete offre libagioni di incenso e un ba e posato sul letto funebre; scene della processione funeraria, con sacerdotesse, preti e un'arpista, e del banchetto funebre. Poco oltre (4) il defunto in adorazione di Horus. Su altra parete (5) due registri, non ultimati, il defunto e la moglie adorano Osiride e Iside; il defunto e la moglie adorano Shu e Tefnut con testa di leonessa. Segue (6) una doppia scena con il defunto che adora Osiride e Maat; poco oltre (7) il defunto incensa e offre libagioni alla regina Tye e ad Amenhotep III. Sulla parete di fondo (8) una nicchia sulle cui pareti il defunto e la famiglia adorano Osiride, Anubi, Ra-Horakhti e Iside; sul soffitto, la dea Mut; al di sotto della nicchia, rappresentazione di tavole da offerte imbandite.

### Annotazioni
1. ↑  La numerazione dei locali e delle pareti segue quella di Porter e Moss 1927, p. 348.
2. ↑  Jacques Theéodore Jules Lecomte du Nouÿ (1885-1961), architetto e archeologo, figlio di Jean-Jules-Antoine Lecomte du Nouÿ (1842-1923), pittore e scultore orientalista
3. ↑  La prima numerazione delle tombe, dalla numero 1 alla 252, risale al 1913 con l'edizione del "Topographical Catalogue of the Private Tombs of Thebes" di Alan Gardiner e Arthur Weigall. Le tombe erano numerate in ordine di scoperta e non geografico; ugualmente in ordine cronologico di scoperta sono le tombe dalla 253 in poi.
4. ↑  I campi della Duat, ovvero l'aldilà egizio, si trovavano, secondo le credenze, proprio sulla riva occidentale del grande fiume.
5. ↑  Nella sua epoca di utilizzo, l'area era nota come "Quella di fronte al suo Signore" (con riferimento alla riva orientale, dove si trovavano le strutture dei Palazzi di residenza dei re e i templi dei principali dei) o, più semplicemente, "Occidente di Tebe".
6. ↑  le Tombe dei Nobili, benché raggruppate in un'unica area, sono di fatto distribuite su più necropoli distinte.
7. ↑  Le note, sovente di inquadramento topografico della tomba, sono tratte dal "Topographical Catalogue" di Gardiner e Weigall, ed. 1913 e fanno perciò riferimento alla situazione dell'epoca.
8. ↑  Ameneminet significa "Amon della Valle" con riferimento alla Valle dell'Occidente, rispetto a Tebe, valle che si chiude con i templi funerari di Hatshepsut e Montuhotep II, elementi principali delle cerimonie connesse alla Grande Festa della Valle.
9. ↑  Il livello inferiore rispetto al piano di campagna ha fatto sì che all'interno della tomba si riversasse, nei millenni, la pioggia che ha pesantemente danneggiato, però, solo la parte inferiore della pitture parietali.
10. ↑  0,50 m x 0,65 x 0,45.

### Fonti
1. ↑  Gardiner e Weigall 1913.
2. ↑  Donadoni 1999,  p. 115.
3. ↑  Porter e Moss 1927, p. 353.
4. ↑  Porter e Moss 1927,  p. 352.
5. 1 2 3  (EN) TT277, the tomb of Ameneminet, su osirisnet.net, 4 giugno 2018 (archiviato dall'url originale il 31 maggio 2017).
6. 1 2  Kempp 1996.
7. ↑  Robins 1994.
8. ↑  Porter e Moss 1927,  pp. 352-353.